# Усагин, Дмитрий
Дмитрий Усагин (род. 31 января 1978, Кишинёв) — болгарский боксёр.

## Биография
Боксировал за национальную сборную республики Болгария в категории 71-75 кг. Личный тренер — Усагин Алексей (брат). В 1998 году Дмитрий Усагин приглашен в Болгарию, где подписывает контракт с Болгарской федерацией бокса. Мастер спорта международного класса, одерживал победы над чемпионами Кубы, Европы и Мира. Отмечен призами за технику в боксе. Спортсмен года 1999 Добрич, Болгария. В 2003 году был признан лучшим боксером на международном турнире класса А (АIBA) в Болгарии. Место жительства Санкт-Петербург, Россия. С 2010 года тренер-преподаватель в школе бокса Николая Валуева в Санкт-Петербурге. В 2021 году, Дмитрий Усагин написал автобиографическую книгу "ОДИН НА ОДИН".

## Спортивная карьера, награды
- Участник XXVII Олимпийских игр 2000 г Австралия, Сидней
- Бронзовый призёр чемпионата Европы 2000г Финляндия, Тампере.
- Вошёл в десятку на чемпионате Мира 2003г Таиланд, Бангкок.
- Бронзовый призёр кубка Мира среди нефтяных стран 2004 г Россия, Нижневартовск.
- Легионер германской бундеслиги 2001-02г Германия, Хамм.
- Чемпион Болгарии 1998,99,2000,2002,2003 г.
- Обладатель кубков Болгарии 2002-03г.

## Чемпионство в международных турнирах
- Золотой Гонг — Македония, Скопье 1998.
- Золотой пояс — Румыния, Бухарест 1999 (квалификация к Олимпийским играм 2000 и чемпионату Европы 2000).
- Белградский победитель — Югославия, Белград 1999 (награда за лучшую технику и лучший бой финала).
- Кубок Странджа — Болгария, Пловдив 1999 (награда за технику).
- Кубок Странджа — Болгария, Пловдив 2001 (награда за лучшую технику).
- Кубок Странджа — Болгария, Пловдив 2003 (награда как лучшему боксеру).
- Кубок Албены — Болгария, Албена 2002 (награда как лучшему боксеру).
- Мемориал бокса Сараево — Босния и Герцеговина, Сараево 2003.
- Боксам — Испания, Севилья 2003.

## Серебро и бронза
- Ahmet Comert Турция.
- Felix Stamm Польша.
- Italia di pugilato Италия.
- Copenhagen boxing cup Дания
- Gee Bee Финляндия.
- Goteborg boxing tournament Швеция.

## Видео
- Дмитрий Усагин
- Дмитрий Усагин
- Дмитрий Усагин